# Литвиново (Бояриновская волость)
Литвиново — нежилая обезлюдевшая деревня в Себежском районе Псковской области России. Входит в состав городского поселения Идрица.

## География
Находится на юго-западе региона, в юго-восточной части района, в лесной болотистой местности .
Уличная сеть не развита.

## История
В 1802—1924 годах земли поселения входили в Себежский уезд Витебской губернии.
В 1941—1944 гг. деревня находилась под фашистской оккупацией войсками Гитлеровской Германии.
До 30 марта 2015 года входила в Бояриновскую волость.
В апреле 2015 года волость упразднили и все её населённые пункты, в том числе Литвиново, были  включены в состав городского поселения Идрица.
Таким образом, в городском поселении Идрица две деревни с одинаковым названиям Литвиново.

## Население
| 2001 | 2002 | 2010 |
| ---- | ---- | ---- |
| 1    | ↘0   | →0   |

## Инфраструктура
Личное подсобное хозяйство.

## Транспорт
Деревня доступна по просёлочным дорогам.